# Phytomyza jonaitisi
Phytomyza jonaitisi är en tvåvingeart som beskrevs av Pakalniskis 1996. Phytomyza jonaitisi ingår i släktet Phytomyza och familjen minerarflugor. Inga underarter finns listade i Catalogue of Life.